# Arabella Mansfield
Arabella Mansfield, född Belle Aurelia Babb, den 23 maj 1846 i Iowa, död 1 augusti 1911, var en amerikansk advokat. Hon blev 1869 den första kvinnan i USA som fick tillstånd att praktisera advokatyrket. Hon var dock inte formellt utbildad för yrket: den första kvinnan i USA som avlagt examen i juridik som advokat blev Ada Kepley året därpå.